# Bellingham Castle

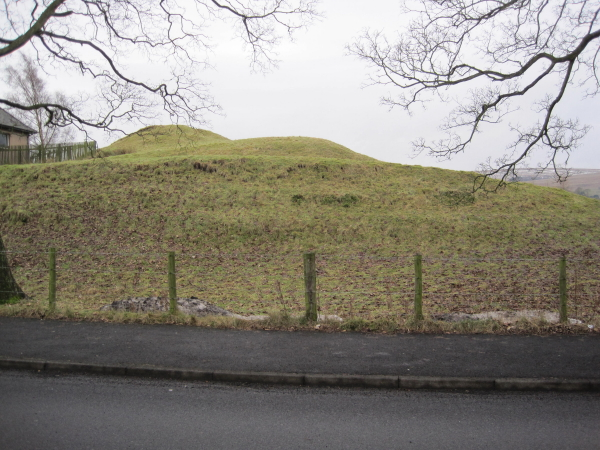
Motte von Bellingham Castle

Bellingham Castle ist eine abgegangene Burg im Dorf Bellingham in der englischen Grafschaft Northumberland, 8 km östlich von Dally Castle.
Die Motte mit Erdwerken ließ die Familie Bellingham Mitte bis Ende des 12. Jahrhunderts bauen. Möglicherweise entstand Mitte des 13. Jahrhunderts auf der Motte ein steinerner Donjon, von dem aber heute keinerlei Überreste mehr nachweisbar sind. Heute ist an dieser Stelle nur noch ein Mound erhalten.